# Божковка (хутор)
Божковка — хутор в Красносулинском районе Ростовской области. Административный центр Божковского сельского поселения.

## География
Расположен в пойме реки Лихой при слиянии двух маленьких речушек Обуховки и Шляховой в 62 километрах северо-восточнее Красного Сулина. Основан казачьим есаулом Стефаном Бобриковым на правом берегу неспокойной реки Лихой. Вместе с собой, как собственность, он привез сюда несколько десятков семей крепостных крестьян. Среди первых поселенцев были Анищенковы, Бочковы, Павленковы, Черновы, потомки которых до сих пор живут в хуторе.

### Уличная сеть
| - ул. Береговая, - ул. Заречная, - ул. Красноармейская, - ул. Кутузова, - ул. Московская, - ул. Октябрьская, | - ул. Подгорная, - ул. Подтелкова, - ул. Раевского, - ул. Садовая, - ул. Советская, - ул. Социалистическая, | - пер. Зелёный, - пер. Колодезный, - пер. Обуховский, - пер. Пионерский, - пер. Тополевый. |

## История
Основан в 1787 году.
В начале XIX века С. Бобриков, выдав свою дочь замуж за помещика Божкова, отдал поселение в приданое. С этого времени, по преданию, и стал называться маленький хуторок в донской степи Божковкой. Немного позже на противоположном левом берегу Лихой стали селиться бедные казаки, облюбовавшие здесь живописные места и плодородные земли. По имени одного из первых переселенцев деда Трифона, и стал называться в народе новый хутор Трифоновкой.
В 2010 году числился 931 избиратель (с учётом хутора Володарский).

## Население
| 1989 | 2010  |
| ---- | ----- |
| 1600 | ↘1166 |